# قصر القصيبة
قصر القصيبة، قصر قديم بمنطقة بني عباس السياحية يعود تاريخ بنائه إلى العام 1885